# Ytterland, Kimitoön
Ytterland är en klippa i Finland.   Den ligger i kommunen Kimitoön i den ekonomiska regionen  Åboland  och landskapet Egentliga Finland, i den södra delen av landet, 150 km väster om huvudstaden Helsingfors.
Terrängen runt Ytterland är mycket platt.  Det finns inga samhällen i närheten. 